# Hypaspidius similis
Hypaspidius similis är en skalbaggsart som beskrevs av Ohaus 1922. Hypaspidius similis ingår i släktet Hypaspidius och familjen Rutelidae. Inga underarter finns listade i Catalogue of Life.